# Tephrocactus molinensis
Tephrocactus molinensis és una espècie de planta fanerògama que pertany a la família de les cactàcies (Cactaceae).

## Descripció
Tephrocactus molinensis creix en petits grups de 25 cm de diàmetre, que sovint estan parcialment coberts de sorra, i assoleixen alçades de fins a 10 cm. Els segments de les tiges estan lleugerament inclinats, i són color marró vermellós, esfèrics a breument en forma d'ou, estan tuberculats. Fan entre 2,5 i 4 cm de llargada i un diàmetre d'1,5 a 3 cm. Les cúspides estan poc desenvolupades. Hi ha de 20 a 25 arèoles distribuïdes uniformement per segment de tija, que són força grans. No hi ha espines. Els gloquidis són vermellosos o grisencs i rarament gairebé blancs s'aixequen en maquetes clars i estan envoltats per un anell de pèl.
Les flors més o menys de color blanc rosat tenen ratlles centrals més fosques. Fan fins a 3 cm de llarg i assoleixen el mateix diàmetre. El seu pericarpel està cobert d'arèoles cobertes de llana. Els fruits de parets primes estan secs.

## Distribució
Tephrocactus molinensis està molt estès al nord de l'Argentina en sòls sorrencs a altituds de 1600 a 2600 m.

## Taxonomia
Tephrocactus molinensis va ser descrita per (J.F. Cels ex F.A.C. Weber) D.R. Hunt & Ritz i publicat a Cactus (Paris) 38: 249, a l'any 1953.
Etimologia.
Tephrocactus: nom genèric que deriva de les paraules gregues: tephra, "cendra", referint-se al color de la planta) i cactus per la família.
molinensis: epítet geogràfic a on va descobrir per primer cop, prop de la localitat argentina de Molinos.
Sinonímia
Els següents noms són sinònim de Tephrocactus verschaffeltii:
- Maihueniopsis molinensis (Speg.) F.Ritter in Kakteen Südamerika 2: 390 (1980)
- Opuntia molinensis Speg. in Anales Soc. Ci. Argent. 96: 63 (1923)
- Opuntia schumannii Speg. in Anales Mus. Nac. Buenos Aires 11: 511 (1905), nom. illeg.
- Opuntia denudata F.A.C.Weber in D.G.J.Bois, Dict. Hort. 2: 897 (1898)
- Tephrocactus molinensis var. denudatus (F.A.C.Weber) Backeb. in Cactus (Paris) 38: 249 (1953)